# Ріпчанська сільська рада
Рі́пчанська сільська́ ра́да — адміністративно-територіальна одиниця та орган місцевого самоврядування в Роменському районі Сумської області. Адміністративний центр — село Ріпки.

## Загальні відомості
- Населення ради: 1011 (станом на 2001 рік)

## Населені пункти
Сільській раді підпорядковані населені пункти:
- с. Ріпки
- с. В'юнне
- с. Мокіївка

## Склад ради
Рада складається з 12 депутатів та голови.
- Голова ради: Башта Ніна Іванівна
- Секретар ради: Семич Лариса Володимирівна

### Керівний склад попередніх скликань
| Прізвище, ім'я, по батькові | Основні відомості                                                         | Дата обрання | Дата звільнення |
| --------------------------- | ------------------------------------------------------------------------- | ------------ | --------------- |
| Башта Ніна Іванівна         | Сільський голова, 1963 року народження, освіта вища, позапартійна         | 26.03.2006   | 31.10.2010      |
| Башта Ніна Іванівна         | Сільський голова, 1963 року народження, освіта вища, член Партії регіонів | 31.10.2010   | 25.10.2015      |
| Башта Ніна Іванівна         | Сільський голова, 1963 року народження, освіта вища, безапартійна         | 25.10.2015   |                 |

Примітка: таблиця складена за даними сайту Верховної Ради України та ЦВК

### Депутати VII скликання
За результатами місцевих виборів 2015 року депутатами ради стали:

#### За суб'єктами висування
| Суб'єкт висування                                       | Кількість обраних депутатів | %     |
| ------------------------------------------------------- | --------------------------- | ----- |
| Самовисування                                           | 9                           | 75.00 |
| Політична партія Всеукраїнське об'єднання «Батьківщина» | 3                           | 25.00 |

#### За округами
| № округу | Прізвище, ім'я, по батькові     | Ким висунуто                                            | Дата нар.  | Освіта              | Партійна приналежність                                        | Відомості                                    |
| -------- | ------------------------------- | ------------------------------------------------------- | ---------- | ------------------- | ------------------------------------------------------------- | -------------------------------------------- |
| 1        | Костенко Анатолій Миколайович   | Самовисування                                           | 15.05.1965 | професійно-технічна | безпартійний                                                  | Ріпчанська сільська рада, завідувач клубу    |
| 2        | Давидовський Вячеслав Віленович | політична партія Всеукраїнське об'єднання «Батьківщина» | 26.07.1972 | загальна середня    | член політичної партії Всеукраїнське об'єднання «Батьківщина» | Тимчасово не працює                          |
| 3        | Яременко Микола Никифорович     | Самовисування                                           | 24.01.1948 | загальна середня    | безпартійний                                                  | пенсіонер                                    |
| 4        | Сирота Тетяна Григорівна        | політична партія Всеукраїнське об'єднання «Батьківщина» | 17.05.1968 | вища                | член політичної партії Всеукраїнське об'єднання «Батьківщина» | Магазин ТПП с. Ріпки, завідувачка            |
| 5        | Семич Лариса Володимирівна      | Самовисування                                           | 28.02.1972 | професійно-технічна | безпартійна                                                   | Ріпчанська сільська рада, секретар           |
| 6        | Тараненко Микола Володимирович  | політична партія Всеукраїнське об'єднання «Батьківщина» | 19.04.1966 | загальна середня    | безпартійний                                                  | Тимчасово не працює                          |
| 7        | Супонєва Ганна Іванівна         | Самовисування                                           | 28.05.1952 | професійно-технічна | безпартійна                                                   | пенсіонер                                    |
| 8        | Рибка Віра Григорівна           | Самовисування                                           | 23.08.1956 | професійно-технічна | безпартійна                                                   | пенсіонер                                    |
| 9        | Цюпка Володимир Іванович        | Самовисування                                           | 22.04.1963 | загальна середня    | безпартійний                                                  | Ріпчанська сільська рада, водій-пожежник     |
| 10       | Охріменко Роман Павлович        | Самовисування                                           | 29.08.1978 | загальна середня    | безпартійний                                                  | Ріпчанська сільська рада, водій-пожежник     |
| 11       | Бабенко Микола Миколайович      | Самовисування                                           | 16.12.1979 | загальна середня    | безпартійний                                                  | НГВУ «Охтирка нафтогаз», помічник бурильника |
| 12       | Лінь Валентина Миколаївна       | Самовисування                                           | 09.04.1961 | загальна середня    | безпартійна                                                   | ФП с. В'юнне, молодша медична сестра         |